# Casa de Miota
La Casa de Miota es una casona colonial ubicada en la Plaza Regocijo en el centro histórico del Cusco, Perú.

## Historia
En esta casa vivió Doña Francisca Zubiaga Bernales de Gamarra, quién nació en 1803 y fue esposa del Gran Mariscal
Agustín Gamarra.
Desde 1972 el inmueble forma parte de la Zona Monumental del Cusco declarada como Monumento Histórico del Perú. Asimismo, en 1983 al ser parte del casco histórico de la ciudad del Cusco, forma parte de la zona central declarada por la UNESCO como Patrimonio Cultural de la Humanidad.

## Descripción
El inmueble consta de un patio y tres niveles. Exteriormente hacia la calle San Juan de Dios en el primer nivel, presenta una portada lítica con pilastras y cartelas grutescas que sujetan en dintel monolítico, rematado por cornisa que enmarca la puerta de talla rococó con puerta postigo. Además, tres puertas secundarias (una convertida en ventana) con jambaje lítico flanqueadas por mampostería de andén prehispánico; el segundo nivel exhibe tres balcones de siglo XIX con antepecho de metal. 
Hacia la Plaza Regocijo se observan cuatro vanos de puertas, dos de ellas convertidas a ventanas y dos con fina talla rococó, igualmente entre mampostería de andén prehispánico. En el segundo nivel y tercer nivel se aprecian dos extraordinarios balcones: corrido, abierto del siglo XIX que integra cuatro puertas a lo largo de toda esta fachada en el segundo nivel y corrido, cerrado, neoclásico; flanqueado por dos balcones de igual lenguaje a los de calle San Juan de Dios en el tercer nivel.
Mediante el zaguán ubicado hacia calle San Juan de Dios, delimitado por arco de medio punto hacia la galería adintelada, se accede al patio que está empedrado con lajas regulares de piedra y presenta una de pileta central de antepecho circular. Este patio, está configurado por cuatro crujías de dos niveles: la del lado norte con galería adintelada que sustenta el balcón. En las otras crujías encontramos balcones en voladizo sustentados sobre ménsulas con pies derechos rococós y exquisita balaustrada en metal.
La caja de escaleras está ubicada en la crujía este, es “en ele” o de dos tramos y tiene un arco de adobe al arranque. La estructura de la cubierta de este inmueble está hecha en el sistema de par y nudillo.